# Klub Sportowy Polonia Bytom 2009-2010
Questa voce raccoglie le informazioni riguardanti il Klub Sportowy Polonia Bytom nelle competizioni ufficiali della stagione 2009-2010.

## Stagione
Il Polonia Bytom ha chiuso la stagione al 7º posto, mentre l'avventura nel Puchar Polski è terminata al secondo turno con l'eliminazione per mano del Bytovia Bytów. Miroslav Barčík è stato il giocatore più utilizzato in stagione con 30 presenze, mentre Grzegorz Podstawek è stato il miglior marcatore a quota 6 reti.

## Maglie e sponsor
Lo sponsor tecnico per la stagione 2009-2010 è stato Hummel, mentre lo sponsor ufficiale è stato Armada Development. La divisa casalinga era composta da una maglietta a strisce rosso e blu, con pantaloncini e calzettoni blu.
| Casa | Trasferta |

## Rosa
| N. |                                 | Ruolo | Calciatore          |
| -- | ------------------------------- | ----- | ------------------- |
| 1  | Polonia (bandiera)              | P     | Wojciech Skaba      |
| 2  | Rep. Ceca (bandiera)            | D     | Lukáš Killar        |
| 3  | Polonia (bandiera)              | D     | Adrian Basta        |
| 4  | Polonia (bandiera)              | C     | Łukasz Tymiński     |
| 5  | Polonia (bandiera)              | D     | Damian Paszliński   |
| 6  | Polonia (bandiera)              | C     | Jacek Trzeciak      |
| 7  | Slovacchia (bandiera)           | C     | Miroslav Barčík     |
| 8  | Slovacchia (bandiera)           | D     | Peter Hricko        |
| 9  | Bosnia ed Erzegovina (bandiera) | A     | Vladimir Karalić    |
| 10 | Polonia (bandiera)              | A     | Grzegorz Podstawek  |
| 11 | Serbia (bandiera)               | A     | Vladimir Milenković |
| 12 | Slovacchia (bandiera)           | P     | Juraj Baláž         |
| 14 | Polonia (bandiera)              | D     | Adrian Klepczyński  |
| 15 | Polonia (bandiera)              | C     | Wojciech Reiman     |
| 16 | Polonia (bandiera)              | D     | Piotr Kulpaka       |
| 17 | Polonia (bandiera)              | D     | Piotr Tomasik       |
| 18 | Rep. Ceca (bandiera)            | D     | David Kotrys        |
| 19 | Slovacchia (bandiera)           | C     | Marek Bažík         |
| 20 | Polonia (bandiera)              | C     | Marcin Radzewicz    |

| N. |                     | Ruolo | Calciatore          |
| -- | ------------------- | ----- | ------------------- |
| 21 | Polonia (bandiera)  | C     | Szymon Sawala       |
| 22 | Polonia (bandiera)  | A     | Grzegorz Starościak |
| 23 | Polonia (bandiera)  | D     | Błażej Telichowski  |
| 24 | Polonia (bandiera)  | C     | Rafał Grzyb         |
| 25 | Polonia (bandiera)  | D     | Adrian Chomiuk      |
| 25 | Polonia (bandiera)  | A     | Michał Zieliński    |
| 26 | Polonia (bandiera)  | C     | Tomasz Nowak        |
| 27 | Polonia (bandiera)  | C     | Jacek Kuranty       |
| 28 | Polonia (bandiera)  | P     | Michał Augustyn     |
| 30 | Polonia (bandiera)  | P     | Szymon Gąsiński     |
| 33 | Polonia (bandiera)  | A     | Maciej Bykowski     |
| –– | Polonia (bandiera)  | P     | Andrzej Olszewski   |
| –– | Polonia (bandiera)  | D     | Marcin Stanicki     |
| –– | Polonia (bandiera)  | C     | Ireneusz Kowalski   |
| –– | Polonia (bandiera)  | C     | Wojciech Mróz       |
| –– | Serbia (bandiera)   | C     | Vasilije Prodanović |
| –– | Lituania (bandiera) | A     | Povilas Lukšys      |
| –– | Polonia (bandiera)  | A     | Łukasz Ślifirczyk   |

## Calciomercato

### Sessione estiva
| Arrivi | Arrivi              | Arrivi        | Arrivi     |
| R.     | Nome                | da            | Modalità   |
| ------ | ------------------- | ------------- | ---------- |
| P      | Juraj Baláž         |               | svincolato |
| P      | Andrzej Olszewski   |               | svincolato |
| D      | David Kotrys        |               | svincolato |
| D      | Piotr Kulpaka       |               | svincolato |
| D      | Krzysztof Strugarek |               | svincolato |
| C      | Miroslav Barčík     |               | svincolato |
| C      | Ireneusz Kowalski   |               | svincolato |
| C      | Tomasz Nowak        | Korona Kielce | prestito   |
| C      | Vasilije Prodanović |               | svincolato |
| C      | Szymon Sawala       |               | svincolato |

| Partenze | Partenze          | Partenze           | Partenze   |
| R.       | Nome              | a                  | Modalità   |
| -------- | ----------------- | ------------------ | ---------- |
| P        | Seweryn Kiełpin   | Ruch Radzionków    | prestito   |
| P        | Michal Peškovič   |                    | svincolato |
| P        | Mariusz Różalski  |                    | svincolato |
| D        | Jakub Dziółka     |                    | svincolato |
| D        | Mateusz Kamiński  | GKS Katowice       | prestito   |
| D        | Valerij Sokolenko |                    | svincolato |
| D        | Marcel Surowiak   | Kluczbork          | prestito   |
| D        | Dawid Szufryn     | Kolejarz Stróże    | definitivo |
| C        | Maciej Bębenek    | Sandecja Nowy Sącz | definitivo |
| C        | Jerzy Brzęczek    |                    | ritiro     |
| C        | Hubert Jaromin    |                    | svincolato |
| C        | Janusz Wolański   |                    | svincolato |
| A        | Łukasz Gikiewicz  |                    | svincolato |
| A        | Tomasz Owczarek   |                    | svincolato |
| A        | Robert Wojsyk     | GKS Tychy          | prestito   |

### Sessione invernale
| Arrivi           | Arrivi              | Arrivi               | Arrivi        |
| R.               | Nome                | da                   | Modalità      |
| ---------------- | ------------------- | -------------------- | ------------- |
| P                | Szymon Gąsiński     | Conc. Piotrków Tryb. | definitivo    |
| D                | Adrian Chomiuk      | Polonia Słubice      | fine prestito |
| C                | Jacek Kuranty       | Odra                 | definitivo    |
| C                | Wojciech Reiman     | Stal Rzeszów         | prestito      |
| C                | Błażej Telichowski  | Polonia Varsavia     | definitivo    |
| C                | Łukasz Tymiński     | Śląsk Breslavia      | prestito      |
| A                | Maciej Bykowski     | Diagoras             | definitivo    |
| A                | Vladimir Karalić    | Laktaši              | definitivo    |
| A                | Povilas Lukšys      | Sūduva               | definitivo    |
| A                | Vladimir Milenković | Interblock           | definitivo    |
| Altre operazioni |                     |                      |               |
| R.               | Nome                | da                   | Modalità      |
| D                | Mateusz Kamiński    | GKS Katowice         | fine prestito |
| D                | Marcel Surowiak     | Kluczbork            | fine prestito |

| Partenze | Partenze            | Partenze      | Partenze   |
| R.       | Nome                | a             | Modalità   |
| -------- | ------------------- | ------------- | ---------- |
| P        | Andrzej Olszewski   | Pogoń Łapy    | prestito   |
| D        | Mateusz Kamiński    | Górnik Zabrze | prestito   |
| D        | Krzysztof Strugarek | Warta Poznań  | definitivo |
| D        | Marcel Surowiak     | LZS Lesnica   | prestito   |
| C        | Rafał Grzyb         | Jagiellonia   | definitivo |
| C        | Vasilije Prodanović | Bežanija      | definitivo |
| A        | Łukasz Ślifirczyk   | Unia Janikowo | definitivo |
| A        | Michał Zieliński    | Korona Kielce | definitivo |

## Risultati

### Ekstraklasa

#### Girone di andata
| Arbitro: | Kajzer (Rzeszów) |

|            |           |  |
| Sawala 72’ | Marcatori |  |

| Arbitro: | Szulc (Varsavia) |

|  |           |           |
|  | Marcatori | 9’ Barčík |

| Arbitro: | Borski (Varsavia) |

|                          |           |               |
| Szewczuk 35’ Wołczek 73’ | Marcatori | 40’ Podstawek |

| Arbitro: | Karkut (Varsavia) |

|               |           |  |
| Podstawek 45’ | Marcatori |  |

| Arbitro: | Ogiya (Chigasaki) |

|                  |           |  |
| Szałachowski 18’ | Marcatori |  |

| Arbitro: | Małek (Zabrze) |

|                                      |           |  |
| Podstawek 32’, 45’ Trzeciak 80’, 87’ | Marcatori |  |

| Arbitro: | Siejewicz (Białystok) |

|              |           |           |
| Ćwielong 84’ | Marcatori | 16’ Bažík |

| Arbitro: | Trofimiec (Kielce) |

|                                          |           |               |
| Nowak 15’ Szmatiuk 44’ (aut.) Barčík 57’ | Marcatori | 48’ Wachowicz |

| Arbitro: | Siedlecki (Stettino) |

|           |           |                |
| Bažík 20’ | Marcatori | 76’ Wiśniewski |

| Arbitro: | Szulc (Varsavia) |

|           |           |                                  |
| Sacha 34’ | Marcatori | 43’ Podstawek 83’ (aut.) Polczak |

| Arbitro: | Borski (Varsavia) |

|  |           |           |
|  | Marcatori | 54’ Grzyb |

| Arbitro: | Siejewicz (Białystok) |

|                             |           |  |
| Skaba 76’ (aut.) Traoré 81’ | Marcatori |  |

| Arbitro: | Marciniak (Płock) |

|               |           |                 |
| Radzewicz 71’ | Marcatori | 63’ Lewandowski |

| Arbitro: | Trofimiec (Kielce) |

|            |           |                |
| Sawala 16’ | Marcatori | 38’ Frankowski |

| Arbitro: | Siejewicz (Białystok) |

|            |           |  |
| Trałka 66’ | Marcatori |  |

#### Girone di ritorno
| Arbitro: | Karkut (Varsavia) |

|                                    |           |                         |
| Pietrasiak 35’ (rig.) Lacić 90'+1’ | Marcatori | 25’ Bažík 49’ Zieliński |

| Arbitro: | Bartos (Łódź) |

|           |           |             |
| Grzyb 50’ | Marcatori | 44’ Wodecki |

| Bytom 27 febbraio 2010, ore 17:00 18ª giornata | Polonia Bytom    | 0 – 0 referto | Śląsk Breslavia | Stadion im. Edwarda Szymkowiaka (5.000 spett.)\| Arbitro: \| Szulc (Varsavia) \| |
| Arbitro:                                       | Szulc (Varsavia) |               |                 |                                                                                  |

| Arbitro: | Siedlecki (Stettino) |

|           |           |  |
| Staňo 67’ | Marcatori |  |

| Arbitro: | Trofimiec (Kielce) |

|           |           |  |
| Bažík 71’ | Marcatori |  |

| Arbitro: | Górecki (Katowice) |

|             |           |  |
| Wilczek 12’ | Marcatori |  |

| Arbitro: | Marciniak (Płock) |

|            |           |                                    |
| Kotrys 18’ | Marcatori | 19’ Brożek 67’ Boguski 90'+3’ Díaz |

| Arbitro: | Karkut (Varsavia) |

|                               |           |                            |
| Sawala 53’ (aut.) Labukas 80’ | Marcatori | 11’ Bažík 90'+5’ Podstawek |

| Danzica 20 aprile 2010, ore 16:30 24ª giornata | Lechia Danzica        | 0 – 0 referto | Polonia Bytom | MOSiR-Stadion (5.000 spett.)\| Arbitro: \| Stefański (Bydgoszcz) \| |
| Arbitro:                                       | Stefański (Bydgoszcz) |               |               |                                                                     |

| Arbitro: | Bartos (Łódź) |

|            |           |                           |
| Sawala 43’ | Marcatori | 7’ Matusiak 89’ Ślusarski |

| Arbitro: | Piasecki (Słupsk) |

|                       |           |                 |
| Świerblewski 54’, 85’ | Marcatori | 17’ Telichowski |

| Arbitro: | Borski (Varsavia) |

|                            |           |                     |
| Sawala 55’ Telichowski 65’ | Marcatori | 16’ (rig.) Micanski |

| Arbitro: | Marciniak (Płock) |

|                                  |           |  |
| Arboleda 7’, 22’ Lewandowski 34’ | Marcatori |  |

| Białystok 11 maggio 2010, ore 19:00 29ª giornata | Jagiellonia             | 0 – 0 referto | Polonia Bytom | Stadion Miejski (5.000 spett.)\| Arbitro: \| Radziszewski (Varsavia) \| |
| Arbitro:                                         | Radziszewski (Varsavia) |               |               |                                                                         |

| Arbitro: | Siejewicz (Białystok) |

|                 |           |  |
| Telichowski 31’ | Marcatori |  |

### Puchar Polski
| 23 settembre 2009 Secondo turno | Bytovia Bytów | 2 – 1 referto | Polonia Bytom |  |

## Statistiche

### Statistiche di squadra
| Competizione  | Punti | In casa | In casa | In casa | In casa | In casa | In casa | In trasferta | In trasferta | In trasferta | In trasferta | In trasferta | In trasferta | Totale | Totale | Totale | Totale | Totale | Totale | DR |
| Competizione  | Punti | G       | V       | N       | P       | Gf      | Gs      | G            | V            | N            | P            | Gf           | Gs           | G      | V      | N      | P      | Gf     | Gs     | DR |
| ------------- | ----- | ------- | ------- | ------- | ------- | ------- | ------- | ------------ | ------------ | ------------ | ------------ | ------------ | ------------ | ------ | ------ | ------ | ------ | ------ | ------ | -- |
| Ekstraklasa   | 37    | 15      | 7       | 5       | 3       | 19      | 12      | 15           | 2            | 5            | 8            | 10           | 19           | 30     | 9      | 10     | 11     | 29     | 31     | -2 |
| Puchar Polski | -     | 0       | 0       | 0       | 0       | 0       | 0       | 1            | 0            | 0            | 1            | 1            | 2            | 1      | 0      | 0      | 1      | 1      | 2      | -1 |
| Totale        | -     | 15      | 7       | 5       | 3       | 19      | 12      | 16           | 2            | 5            | 9            | 11           | 21           | 31     | 9      | 10     | 12     | 30     | 33     | -3 |

### Andamento in campionato
| Giornata  | 1 | 2 | 3 | 4 | 5 | 6 | 7 | 8 | 9 | 10 | 11 | 12 | 13 | 14 | 15 | 16 | 17 | 18 | 19 | 20 | 21 | 22 | 23 | 24 | 25 | 26 | 27 | 28 | 29 | 30 |
| --------- | - | - | - | - | - | - | - | - | - | -- | -- | -- | -- | -- | -- | -- | -- | -- | -- | -- | -- | -- | -- | -- | -- | -- | -- | -- | -- | -- |
| Luogo     | C | T | T | C | T | C | T | C | C | T  | C  | T  | C  | C  | T  | T  | C  | C  | T  | C  | T  | C  | T  | T  | C  | T  | C  | T  | T  | T  |
| Risultato | V | V | P | V | P | V | N | V | N | V  | P  | P  | N  | N  | P  | N  | N  | N  | P  | V  | P  | P  | N  | N  | P  | P  | V  | P  | N  | V  |
| Posizione | 7 | 5 | 6 | 3 | 6 | 2 | 5 | 3 | 3 | 3  | 4  | 6  | 6  | 6  | 6  | 6  | 7  | 7  | 7  | 7  | 7  | 7  | 7  | 7  | 7  | 9  | 7  | 9  | 8  | 7  |

Fonte:  Superligaen 2015/16, su altomfotball.no, Altomfotball.
Legenda:

Luogo: C = Casa; T = Trasferta. Risultato: V = Vittoria; N = Pareggio; P = Sconfitta.

### Statistiche dei giocatori
| Giocatore      | Ekstraklasa | Ekstraklasa | Ekstraklasa | Ekstraklasa | Puchar Polski | Puchar Polski | Puchar Polski | Puchar Polski | Coppe europee | Coppe europee | Coppe europee | Coppe europee | Altre coppe | Altre coppe | Altre coppe | Altre coppe | Totale   | Totale | Totale      | Totale     |
| Giocatore      | Presenze    | Reti        | Ammonizioni | Espulsioni  | Presenze      | Reti          | Ammonizioni   | Espulsioni    | Presenze      | Reti          | Ammonizioni   | Espulsioni    | Presenze    | Reti        | Ammonizioni | Espulsioni  | Presenze | Reti   | Ammonizioni | Espulsioni |
| -------------- | ----------- | ----------- | ----------- | ----------- | ------------- | ------------- | ------------- | ------------- | ------------- | ------------- | ------------- | ------------- | ----------- | ----------- | ----------- | ----------- | -------- | ------ | ----------- | ---------- |
| M. Augustyn    | 0           | -0          | 0           | 0           | ?             | -?            | ?             | ?             |               |               |               |               |             |             |             |             | 0+       | 0+     | 0+          | 0+         |
| J. Baláž       | 1           | -1          | 0           | 0           | ?             | -?            | ?             | ?             |               |               |               |               |             |             |             |             | 1+       | -1+    | 0+          | 0+         |
| M. Barčík      | 30          | 2           | 1           | 0           | -             | -             | -             | -             |               |               |               |               |             |             |             |             | 30       | 2      | 1           | 0          |
| A. Basta       | 0           | 0           | 0           | 0           | ?             | ?             | ?             | ?             |               |               |               |               |             |             |             |             | 0+       | 0+     | 0+          | 0+         |
| M. Bažík       | 28          | 5           | 2           | 0           | -             | -             | -             | -             |               |               |               |               |             |             |             |             | 28       | 5      | 2           | 0          |
| M. Bykowski    | 12          | 0           | 1           | 0           | ?             | ?             | ?             | ?             |               |               |               |               |             |             |             |             | 12+      | 0+     | 1+          | 0+         |
| A. Chomiuk     | 3           | 0           | 1           | 0           | ?             | ?             | ?             | ?             |               |               |               |               |             |             |             |             | 3+       | 0+     | 1+          | 0+         |
| S. Gąsiński    | 1           | -0          | 0           | 0           | -             | -             | -             | -             |               |               |               |               |             |             |             |             | 1        | 0      | 0           | 0          |
| R. Grzyb       | 17          | 1           | 0           | 0           | ?             | -?            | ?             | ?             |               |               |               |               |             |             |             |             | 17+      | 1+     | 0+          | 0+         |
| P. Hricko      | 23          | 0           | 4           | 0           | ?             | ?             | ?             | ?             |               |               |               |               |             |             |             |             | 23+      | 0+     | 4+          | 0+         |
| V. Karalić     | 0           | 0           | 0           | 0           | -             | -             | -             | -             |               |               |               |               |             |             |             |             | 0        | 0      | 0           | 0          |
| L. Killar      | 28          | 0           | 7           | 0           | ?             | ?             | ?             | ?             |               |               |               |               |             |             |             |             | 28+      | 0+     | 7+          | 0+         |
| A. Klepczyński | 26          | 0           | 3           | 0           | ?             | ?             | ?             | ?             |               |               |               |               |             |             |             |             | 26+      | 0+     | 3+          | 0+         |
| D. Kotrys      | 22          | 1           | 3           | 0           | ?             | ?             | ?             | ?             |               |               |               |               |             |             |             |             | 22+      | 1+     | 3+          | 0+         |
| I. Kowalski    | 1           | 0           | 0           | 0           | ?             | ?             | ?             | ?             |               |               |               |               |             |             |             |             | 1+       | 0+     | 0+          | 0+         |
| P. Kulpaka     | 8           | 0           | 0           | 0           | -             | -             | -             | -             |               |               |               |               |             |             |             |             | 8        | 0      | 0           | 0          |
| J. Kuranty     | 8           | 0           | 1           | 0           | -             | -             | -             | -             |               |               |               |               |             |             |             |             | 8        | 0      | 1           | 0          |
| P. Lukšys      | 2           | 0           | 0           | 0           | -             | -             | -             | -             |               |               |               |               |             |             |             |             | 2        | 0      | 0           | 0          |
| V. Milenković  | 5           | 0           | 0           | 0           | -             | -             | -             | -             |               |               |               |               |             |             |             |             | 5        | 0      | 0           | 0          |
| W. Mróz        | 0           | 0           | 0           | 0           | ?             | ?             | ?             | ?             |               |               |               |               |             |             |             |             | 0+       | 0+     | 0+          | 0+         |
| T. Nowak       | 28          | 1           | 3           | 0           | ?             | ?             | ?             | ?             |               |               |               |               |             |             |             |             | 28+      | 1+     | 3+          | 0+         |
| A. Olszewski   | 0           | -0          | 0           | 0           | ?             | -?            | ?             | ?             |               |               |               |               |             |             |             |             | 0+       | 0+     | 0+          | 0+         |
| D. Paszliński  | 0           | 0           | 0           | 0           | ?             | ?             | ?             | ?             |               |               |               |               |             |             |             |             | 0+       | 0+     | 0+          | 0+         |
| G. Podstawek   | 26          | 6           | 0           | 0           | ?             | ?             | ?             | ?             |               |               |               |               |             |             |             |             | 26+      | 6+     | 0+          | 0+         |
| V. Prodanović  | 1           | 0           | 0           | 0           | ?             | -?            | ?             | ?             |               |               |               |               |             |             |             |             | 1+       | 0+     | 0+          | 0+         |
| M. Radzewicz   | 28          | 1           | 3           | 0           | ?             | ?             | ?             | ?             |               |               |               |               |             |             |             |             | 28+      | 1+     | 3+          | 0+         |
| W. Reiman      | 1           | 0           | 0           | 0           | -             | -             | -             | -             |               |               |               |               |             |             |             |             | 1        | 0      | 0           | 0          |
| S. Sawala      | 26          | 4           | 4           | 0           | ?             | ?             | ?             | ?             |               |               |               |               |             |             |             |             | 26+      | 4+     | 4+          | 0+         |
| Ł. Ślifirczyk  | 1           | 0           | 0           | 0           | -             | -             | -             | -             |               |               |               |               |             |             |             |             | 1        | 0      | 0           | 0          |
| W. Skaba       | 28          | -30         | 2           | 0           | ?             | -?            | ?             | ?             |               |               |               |               |             |             |             |             | 28+      | -30+   | 2+          | 0+         |
| M. Stanicki    | 0           | 0           | 0           | 0           | ?             | ?             | ?             | ?             |               |               |               |               |             |             |             |             | 0+       | 0+     | 0+          | 0+         |
| G. Starościak  | 0           | 0           | 0           | 0           | ?             | ?             | ?             | ?             |               |               |               |               |             |             |             |             | 0+       | 0+     | 0+          | 0+         |
| B. Telichowski | 11          | 3           | 4           | 0           | -             | -             | -             | -             |               |               |               |               |             |             |             |             | 11       | 3      | 4           | 0          |
| P. Tomasik     | 26          | 0           | 1           | 0           | ?             | ?             | ?             | ?             |               |               |               |               |             |             |             |             | 26+      | 0+     | 1+          | 0+         |
| J. Trzeciak    | 21          | 2           | 0           | 0           | -             | -             | -             | -             |               |               |               |               |             |             |             |             | 21       | 2      | 0           | 0          |
| Ł. Tymiński    | 5           | 0           | 3           | 0           | -             | -             | -             | -             |               |               |               |               |             |             |             |             | 5        | 0      | 3           | 0          |
| M. Zieliński   | 12          | 1           | 0           | 0           | ?             | ?             | ?             | ?             |               |               |               |               |             |             |             |             | 12+      | 1+     | 0+          | 0+         |